# Puxico
Puxico – miasto w Stanach Zjednoczonych, w stanie Missouri, w hrabstwie Stoddard.